# پوزیتیوا
پوزیتیوا (انگلیسی: Positivo) شرکت سخت‌افزار برزیلی است، که در سال ۱۹۸۹ تأسیس شد.